# امتياز العالم الأول
امتياز العالم الأول هو أي مزايا غير مكتسبة للفرد بحكم كونه مواطناً في بلد من بلدان العالم الأول.على شاكلة امتياز البيض وامتياز المسيحيين وامتياز الذكور وامتياز الممثلين، وهناك تداخل كبير بين امتياز العالم الأول وامتياز البيض، حيث إن معظم أمم العالم الأول قد تم تأسيسها وتطويرها من قبل البيض.

## نظرة عامة
غالبًا ما يتم الحفاظ على امتياز العالم الأول بشكل صريح بالوسائل القانونية عن طريق قوانين الهجرة والقيود التجارية. علاوة على ذلك، هناك عدد قليل جدًا من الدول لديها قوانين تمنع التمييز الصريح على أساس الجنسية للحصول على الوظيفة، والترقيات، والتعليم، والمنح الدراسية، إلخ. تشجع قوانين العديد من الدول بنشاط التمييز ضد الرعايا الأجانب، لأغراض التوظيف والتعليم، من خلال متطلبات الهجرة الصارمة، والرسوم الباهظة، وخفض قيمة المؤهلات التعليمية، والمنح الدراسية التي عادة ما تفضل المواطنين من الدول المتقدمة.
عادةً ما يكون لدول العالم الأول ترتيبات ومعاهدات التجارة والهجرة المتبادلة التي تحد من التمييز الذي يواجهه مواطنو العالم الأول فيما يتعلق بالتوظيف والتعليم والأعمال في بلدان العالم الأول الأخرى. إن وجود قوانين وقيود  تمييزية في جميع أنحاء العالم، وفقًا لنظرية الامتياز في العالم الأول، تعمل بشكل متوازن على تفضيل التوظيف والأعمال والحصول على التعليم والرعاية الصحية، وبالتالي رفاهية مواطني دول العالم الأول على حساب الرفاهية واضطهاد شعوب الدول النامية.
بشكل عام، تم انتقاد مصطلح «الامتياز» عند الإشارة إلى عدم المساواة الاجتماعية لعدم التمييز بين «الظلم المتجنب» و «الإثراء غير العادل». غالبًا ما يتم تقليصها بمساعدة مالية وغيرها من المساعدات للبلدان النامية.